# パティメルト
パティメルト（英: patty melt）は米国のハンバーガーの一種。鉄板で焼いた牛ひき肉のパティ、溶けたチーズ、飴色に炒めたタマネギを具材とし、焼き目を付けた種子入りライ麦パンのスライスで挟んだもの。

## 特徴
パティメルトは場合によって、伝統的な米国風チーズバーガーの一種で焼きタマネギをトッピングしてバンズの代わりに薄切りパンで挟んだものとして説明されることもあれば、グリルドチーズ・サンドイッチにハンバーガー・パティと焼きタマネギを加えたものと説明されることもある。
牛ひき肉のパティに溶けたチーズ（一般的にはスイスチーズ）と飴色に焼いたタマネギを乗せ、鉄板で焼いた薄切りパンで挟んで作る。パンにはキャラウェイシードを振って焼いたライ麦パンか、小麦粉とライ麦の生地を合わせたマーブル・ライが使われることが多い。米国南部など一部の地域ではサワードウやテキサス・トースト（厚切りの食パンで作るガーリックトースト）も用いられる。余分な香辛料や調味料は加えないのが一般的である。
グリルドチーズ・サンドイッチと同様に、焼いた食材を熱いうちに重ねるため一体感があり、食べる間に形崩れしにくい。

## 歴史と発祥
バンズではなくスライスしたパンでハンバーガー・パティを挟むサンドイッチは19世紀半ばにまでさかのぼる。そのころはハンバーガー・サンドイッチと呼ばれていた。パティメルトが発明された時期ははっきりしないが、おそらく20世紀の半ば、世界恐慌期と第二次世界大戦後の景気拡大期のいずれかだと考えられている。複数の研究家が、パティメルトを発明したのはロサンゼルスのレストラン経営者タイニー・ネイラーだとしている。作り出された時期は筆者によって1930年から1959年まで幅があるが、1950年代前半にはネイラーの店タイニー・ネイラーズのメニューに載っていた。仮にネイラーが発明者ではなかったとしても、ネイラーとその家族がタイニー・ネイラーズのほかデューパーズ、ウルフギャング・パックが経営するグラニータといった料理店で働く中でパティメルトを普及させたことは広く認められている。

## 家庭での調理
家庭でパティメルトを作るときは鉄のフライパンを用いて材料を別々に焼くのが一般的である。パティを焼き、タマネギを色づくまで炒めた後にチーズとともにパンにはさみ、グリルドチーズ・サンドイッチのように全体をさらに焼く。『GQ』誌はバーベキュー料理の直火焼ハンバーガーと比べてパティメルトが調理しやすいと述べ、「偉大なインドア向けバーガー」と呼んでいる。

## 普及
ニューヨーク・タイムズ紙でグルメ評を書いているピート・ウェルズは2024年の記事で、パティメルトが米国外では「ほぼ誰にも知られていない」と書いた。ウェルズの説によると、パティメルトを作るにはタマネギ・パティ・パンを同時に焼ける広い鉄板が必要になるため、米国に多いショートオーダー・レストラン（短時間で作れる料理を中心とするレストランで、ファストフードとは区別される）以外にはあまり適さない。米国でパティメルトはダイナーやコーヒーショップのような軽食屋、もしくは商店の軽食コーナーで販売されていることが多いが、2020年代の初めには高級店のメニューにも載るようになった。